# Lyukói bányavasút
A lyukói bányavasút, a MÁV volt 437a számú keskeny nyomtávú vasútvonala a Borsod-Abaúj-Zemplén megyei Miskolcon létezett. A vonal a Diósgyőri Vasgyárat kötötte össze Lyukóbánya szénbányájával.

## Története
A vonal létrehozásának közvetlen előzménye az volt, hogy a Bükk-vidék hegység keleti részén több helyen is találtak szenet, melyet a Diósgyőri Vasgyárban kívántak felhasználni. A Lyukó-völgyben nagyobb mennyiségű, de relatíve magas kéntartalmú szén volt megtalálható, amelyet azonban gond nélkül fel tudtak használni Diósgyőrben. Két vasútvonal létesítéséről határoztak: a diósgyőri vasgyártól kiindulva az egyik az újonnan létrejött Pereces bányásztelepülés (lásd: Perecesi bányavasút), a másik Lyukóbánya felé tartott, s 1870-től már üzemeltek is. Mindkettő ellátott a teherszállítás mellett személyszállítási feladatot is. A lyukói vasút az Országúti őrház megálló után kanyarodott kelet felé a mai Bulgárföld területén, majd Újdiósgyőr határában a völgyben felfelé haladva ért el Lyukóbányáig, sőt egy időben egészen a radostyáni bányáig.
1951-ben nekiláttak egy Perecest Lyukóbányával összekötő alagút építésének, mely nagyobb űrszelvénnyel, villamos vontatásra is alkalmasan létesült a perecesi Graezenstein-alagút bejárata mellől, melynek a bánya közvetlen közelében volt a kijárata. A műszaki-kivitelezési hiányosságok miatt azonban az üzemeltetése már a kezdetektől aggályos volt, 1960-ban lezárták a forgalom elől, és többé már nem is nyitották meg újra. 1952-től a vasgyár helyett a MÁV üzemeltette a vasútvonalat, 1967-ben megszüntették az önálló diósgyőri fűtőházat, és helyette a miskolci fűtőház üzemeltette azt tovább.
Miután a vasgyár átállt a széntüzelésről a földgázra, többé már nem volt szükség a szénre, sem a vasútra, így az a bányászat megszűnését követően, 1971-ben megszűnt. Az itt bányászott szenet ezentúl a berentei erőműbe vitték kötélpályán. A vasút nyomvonala túlnyomórészt ma is kivehető, bár csak a felső szakaszon: a Bulgárföldön csak az egykori őrház maradt meg kocsmaként, illetve a Tamási Áron és Szabadság utcák között a házak között a nyomvonal részlete. A perecesi alagút maradványai is fellelhetőek.

## Felépítmény
A vonal 1000 mm-es nyomtávolsággal épült meg, részben salak, részben mészkő alépítményen.

## Forgalom
A kezdetektől gőzvontatás volt a vasúton, csak az üzemeltetés vége felé jelentek meg a dízelmozdonyok is.